# Jöran Nordberg

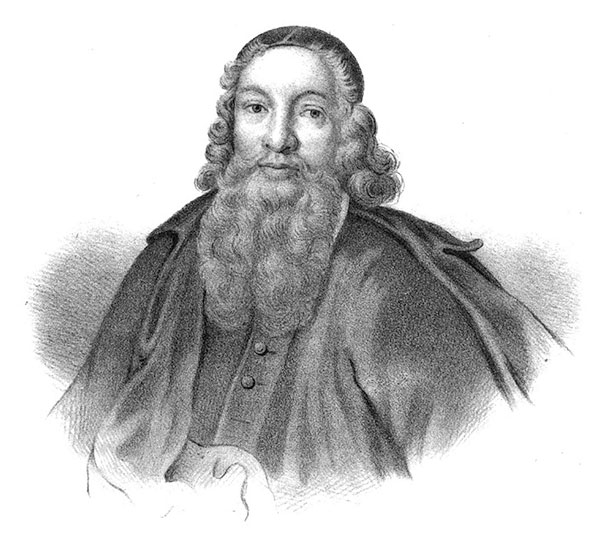
Jöran Nordberg

Jöran Andersson Nordberg (* 3. September 1677 in Stockholm; † 23. März 1744 ebenda) war ein schwedischer Historiker und Geistlicher. Er ist bekannt als Autor der offiziellen Biographie von Karl XII., die 1740 erschien und eine wichtige Quelle ist.
Er war der Sohn eines Ladenbesitzers, studierte ab 1693 an der Universität Uppsala und wurde nach dem Magisterabschluss 1703 Geistlicher in der schwedischen Armee (zunächst bei der Artillerie), die er auf den Feldzügen von Karl XII. begleitete. Er war 1705 zweiter Prediger, ab 1707 erster Prediger und bald darauf Kaplan im Leibtrabantenregiment. Bei der Schlacht von Poltawa geriet er 1709 in russische Gefangenschaft (in der zuletzt dem Feldkonsistorium vorstand und den gefangenen schwedischen Generälen predigte) und kam 1715 frei. 1716 war er beim König in Stralsund und wurde dessen Beichtvater. Er begleitete ihn auch auf dem Feldzug nach Norwegen, trat aber 1717 eine Pfarrerstelle in Stockholm an (Gemeinde Sankt Klara und Sankt Olaf). 1732 wurde er in Theologie promoviert. Er war mehrmals im Reichstag, zeitweise Präsident des Stockholmer Stadtkonsistoriums und war ein guter und beliebter Redner. Er liegt in Stockholm in der Adolf Fredriks Kirche begraben.
Nordberg wurde von Königin Ulrika Eleonore 1731 damit beauftragt, die offizielle Biographie von Karl XII. zu schreiben, die 1740 in einer reich illustrierten zweibändigen Folio-Ausgabe erschien. Einige Passagen fielen der Zensur zum Opfer und erschienen (zusammen mit bis dahin nur privat mitgeteilten Kommentaren von Nordberg) 1754 in Kopenhagen und in deutscher Übersetzung 1755 in Göttingen (in Schweden 1795 in einer Zeitschrift).

## Schriften
- Konung Carl den XII; tes Historia. 2 Bände, Stockholm 1740.
  - Deutsche Ausgabe: Leben Carls XII. Hamburg, 3 Bände,  1745, 1746, 1751 (im dritten Band sind Dokumente abgedruckt).
- Des Herrn Georg Nordberg Anmerkungen zu der Geschichte Carl des Zwölften, welche verschiedene Stellen seiner Lebensbeschreibung von diesem Könige zu erläutern dienen, und vertrauten Freunden von ihm besonders mitgetheilet worden. Göttingen 1755, Nürnberg 1775.